# La Chapelle-aux-Chasses
La Chapelle-aux-Chasses es una comuna francesa situada en el departamento de Allier, en la región de Auvernia-Ródano-Alpes.

## Demografía
| 391 | 342 | 295 | 266 | 250 | 216 | 196 |
| Para los censos de 1962 a 1999 la población legal corresponde a la población sin duplicidades (Fuente: INSEE [Consultar]) |     |     |     |     |     |     |